# Berijew LL-143
Die Berijew LL-143 (russisch Бериев ЛЛ-143) war ein sowjetisches Flugboot des OKB Berijew. Die zweimotorige Ganzmetallmaschine in Hochdeckerauslegung besaß Knickflügel, um die Sternmotoren möglichst weit weg vom Wasser montieren zu können, das Seitenleitwerk war doppelt ausgelegt.
Das Kürzel LL-143 steht für „Letajuschtschaja lodka“ (Летающая Лодка), Flugboot, die Ziffern für das erste Projekt des Jahres 1943.

## Entwicklung
Die ersten Überlegungen zu dem neuen Typ entstanden 1943 aufgrund des akuten Bedarfs an Seeaufklärern, der durch den Lizenzbau der US-amerikanischen Consolidated PBY Catalina vorerst abgedeckt wurde. Gefordert waren als Entwurfsgrundlage 5000 km Reichweite, 20 h Flugdauer und 4000 kg Abwurfbewaffnung. Im Dezember 1943 war der Bau eines Modells im Maßstab 1:1 abgeschlossen. Anfangs waren als Antrieb M-71F-Motoren vorgesehen, letztendlich entschied man sich aber für den Einbau von ASch-72. Der Bau des ersten Prototyps wurde im Werk Nr. 477 in Krasnojarsk durchgeführt und war im März 1945 abgeschlossen. Das Flugzeug wurde einen Monat später zur Erprobung nach Taganrog gebracht. Der Erstflug erfolgte am 5. August 1945 durch N. Kotjakow. Die Flugtests verliefen erfolgreich, allerdings zeigte die Maschine sich untermotorisiert und die Reichweite befriedigte nicht. Für den Rettungseinsatz war im Rumpf Platz für eine zweiköpfige Mannschaft. Die Bewaffnung bestand aus sechs Maschinengewehren an fünf Positionen. Zur Bewegung an Land konnte ein Hilfsfahrwerk angebaut werden. Der Typ sollte mit kleineren Modifikationen des Antriebes (Typ Asch73 mit 1765 kW / 2400 PS Startleistung) und der Bewaffnung (Einsatz von 20-mm-Kanonen) in die Serienfertigung überführt werden.  Am 16. Juli 1946 wurde die LL-143 jedoch im Hafen von Taganrog durch einen Brand zerstört. Nach gründlicher Überarbeitung des Entwurfs wurde mit dem Bau einer zweiten Maschine begonnen, die sich in der Motorisierung, der Ausstattung und der Bewaffnung von der LL-143 unterschied und die den Prototyp für die Berijew Be-6 bildete. Durch Lieferschwierigkeiten bei den Triebwerken konnte sie aber erst zwei Jahre später fertiggestellt werden.
Als LL-144 gab es noch einen zivilen Entwurf für bis zu 40 Passagiere, der jedoch nicht verwirklicht wurde.

## Technische Daten
| Kenngröße             | Daten                                                                                           |
| --------------------- | ----------------------------------------------------------------------------------------------- |
| Besatzung             | 7                                                                                               |
| Länge                 | 23,00 m                                                                                         |
| Höhe                  | 7,45 m                                                                                          |
| Spannweite            | 33,00 m                                                                                         |
| Flügelfläche          | 120,00 m²                                                                                       |
| Flügelstreckung       | 9,1                                                                                             |
| Leermasse             | 15.104 kg                                                                                       |
| Startmasse            | normal 21.300 kg maximal 25.104 kg                                                              |
| Antrieb               | 2 × Schwezow ASch-72                                                                            |
| Startleistung         | je 1.655 kW (2.250 PS)                                                                          |
| Höchstgeschwindigkeit | 401 km/h in 4.300 m 371 km/h auf Seehöhe                                                        |
| Landegeschwindigkeit  | 140 km/h                                                                                        |
| Reichweite            | 2.800 km                                                                                        |
| Reichweite            | max. 5.100 km                                                                                   |
| Dienstgipfelhöhe      | 6.000 m                                                                                         |
| Bewaffnung            | 6 × 12,7-mm-Maschinengewehr, 400 kg Bomben maximale Bombenlast 4.000 kg (an Außenlaststationen) |